# Joseph Willomitzer
Joseph Willomitzer (17. dubna 1849 Benešov nad Ploučnicí – 3. října 1900 Praha) byl český německy píšící novinář a spisovatel působící v Praze.

## Život
Střední školu navštěvoval v Chebu, kde jeho otec působil jako prokurátor. Po otcově brzké smrti však musel ze školy v sextě odejít.
Nastoupil k Josefu Gschihayovi, knihkupci a majiteli deníku Egerer Zeitung v Chebu a Františkových Lázních. Přítel jeho zesnulého otce a šéfredaktor národně liberálního deníku Bohemia, Franz Klutschak (1814–1886), objevil Josephův mimořádný novinářský a literární talent. Willomitzer přijal jeho pozvání do Prahy a začal pracovat v redakci deníku. V roce 1884 napsal fiktivní popis Franklinovy expedice, které se zúčastnil Klutschakův syn Heinrich.
Když Franz Klutschak 10. října 1877 odešel z pozice šéfredaktora, Willomitzer převzal post s Josefem Walterem. Po Walterově sebevraždě (1888) vedl noviny sám. Psal úvodníky a články do všech částí listu. Kromě toho redigoval nakladatelský kalendář nakladatelství Verlagshaus Haase a napsal pro něj několik článků.

### Společenská činnost
V roce 1885 se oženil s dcerou sochaře Emanuela Maxe von Wachstein.
Účastnil se společenského a kulturního života německého obyvatelstva Prahy, např. v Německém školním spolku, v čítárně německých studentů v Praze a v satirickém spolku Orfeus. Byl vedoucím Schillerovy nadace (1882) a členem pražského spolku německých spisovatelů Concordia.
Pravděpodobně již v roce 1871 společně s Friedrichem Adlerem, Josefem Bayerem (1827–1910), Alfredem Klaarem, Ottomarem Keindlem (1842–1925), Hugo Salusem, Heinrichem Tewelesem a Emilem Factorem patřil k hlavním a nejpopulárnějších postavám pražské německé literární scény. V pražském Německém kasinu organizoval přednášky hostů z Rakouska (Ludwig Anzengruber, Ludwig August Frankl von Hochwart) či Německa (Ludwig Büchner, Felix Dahn, Wilhelm Heinrich Riehl).
V roce 1888 neúspěšně kandidoval za Německou pokrokovou stranu v doplňovacích volbách do českého sněmu.
Zemřel po krátké nemoci 3. října 1900 a za hojné účasti většinou německy hovořících obyvatel Prahy byl pohřben na Olšanských hřbitovech.
V říjnu 1937 byl v jeho rodišti Benešově nad Ploučnicí odhalen bronzový pamětní kámen, který po roce 1945 beze stopy zmizel.

### Divadelní působení
Willomitzer byl činný v pražském divadelním životě prostřednictvím svých společenských vazeb. Ovlivnil svého přítele Heinricha Tewelese, dramaturga Německého divadla v Praze (1887–1900), dramatika Friedricha Adlera a Alfreda Klaara, který byl významným divadelním kritikem a teoretikem v Německém divadelním spolku.
Poměrně málo informací je o Willomitzerově činnosti v pražském klubu kabaret "Orfeus". Jeho menší texty najdeme i v pořadech berlínského kabaretu Überbrettl, který v květnu 1901 hostoval v Praze. O Willomitzerově značném, byť nepříliš viditelném vlivu svědčí fakt, že po jeho smrti byl v pražském německém divadle 2. února 1901 uspořádán smuteční večer na jeho počest.
V Německém divadle v Praze zazněly tři Willomitzerovy hry. Pro konkrétní příležitosti byly napsány hry „Novoroční žert“ Ať žije Nový Rok! („Silvester-Scherz“ Prosit Neujahr!) (1893) a slavnostní hra k 25. výročí německého gymnastického klubu Gut Heil! (1892).
Jeho jednoaktová konverzační komedie Kritika zdravého rozumu (Die Kritik der reinen Vernunft) byla provedena v roce 1880. Jde v ní o dvoření dvou mužů jedné vdané paní, jejichž námluvy velkoryse ukončí manžel svedené, ale věrně milující manželky. Hra byla poté nastudována ještě v letech 1887, 1898 a ještě v roce 1901. Německý ochotnický divadelní spolek v Praze ji znovu nastudoval před Vánocemi 1921.